# قرار مجلس الأمن التابع للأمم المتحدة رقم 343
قرار مجلس الأمن التابع للأمم المتحدة رقم 343، الذي اعتمد في 14 ديسمبر 1973، بعد التأكيد على القرارات السابقة بشأن هذا الموضوع، ومشيراً إلى التطورات المشجعة الأخيرة، مدد المجلس ولاية قوة الأمم المتحدة في قبرص لفترة أخرى تنتهي في 15 يونيو 1974. كما دعا المجلس الأطراف المعنية مباشرة إلى مواصلة العمل بأقصى درجات ضبط النفس والتعاون الكامل مع قوة حفظ السلام.
اعتمد القرار بأغلبية 14 صوتاً، مقابل صوت واحد ممتنع من جمهورية الصين الشعبية.